# Totentanz (utwór Ferenca Liszta)
Totentanz (Danse macabre, Taniec szkieletów, Taniec śmierci) Ferenca Liszta – utwór na fortepian i orkiestrę powstały w 1849 roku.

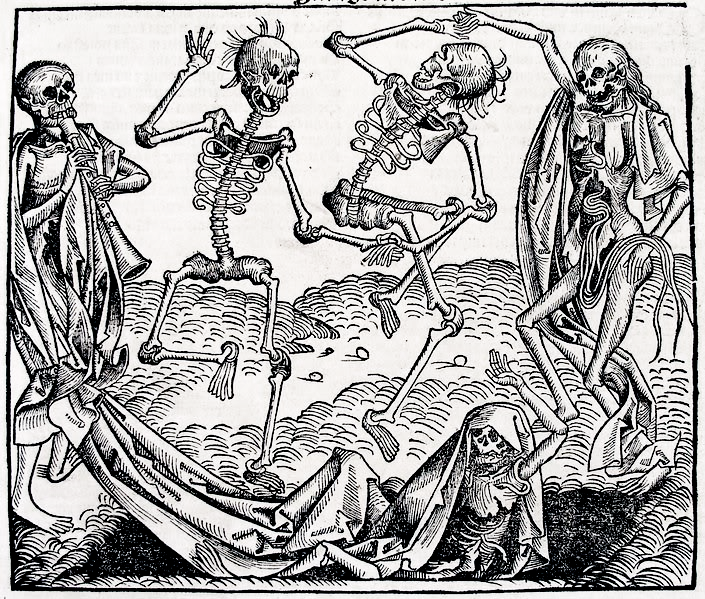
Danse macabre – Michael Wolgemut

Uważany początkowo za jedno z bardziej znaczących dzieł Liszta, cieszył się powodzeniem większym nawet niż koncerty fortepianowe tego kompozytora. Przez znaczną część XX wieku prawie zapomniany, obecnie powraca do sal koncertowych. Inspiracją kompozycji był atrybuowany niegdyś Orcagnie obraz Triumf śmierci.
Totentanz jest cyklem dwudziestu kilku wariacji, których tematem jest sekwencja z chorału gregoriańskiego skomponowanego do słów Dies irae. Przedstawienia śmierci w kolejnych wariacjach mają zróżnicowany charakter, od wzburzenia, grozy po smutek i rezygnację.